# Rapenburg (Amsterdam)
Pour les articles homonymes, voir Rapenburg.
Rapenburg est un quartier de l'arrondissement Centrum d'Amsterdam, aux Pays-Bas. Bien qu'elle soit aujourd'hui une presque-île, elle faisait partie, avec Uilenburg et Valkenburg des trois îles artificielles situées à l'est de l'actuel Oudeschans qui furent aménagées et rattachées à la ville dans le cadre du « Deuxième plan d'expansion » (Tweede uitleg), vers 1600. L'île accueillait alors les chantiers navals de la Compagnie néerlandaise des Indes orientales et de l'Amirauté d'Amsterdam, ainsi que des négociants en bois qui fournissaient l'industrie du transport maritime. Un fabricant de cuir de Cordoue, unique en son genre y possédait également un atelier au XVIIe siècle.
L'origine du nom de l'île est inconnue. Elle est délimitée par le Prins Hendrikkade situé le long de l'IJ (aujourd'hui Oosterdok), le Oudeschans, le Rapenburgwal et le Schippersgracht. La rue principale du quartier porte également le nom de Rapenburg. 